# Thomas Blatt
Pour les articles homonymes, voir Blatt.
Thomas Blatt, aussi appelé Toivi Blatt (en hébreu : טויבי בלאט), et né Thomasz Blatt, né le 15 avril 1927 à Izbica, un shtetl à l'Est de la Pologne et mort le 31 octobre 2015 à Santa Barbara (Californie), est un juif polonais survivant du camp d'extermination de Sobibór. Seuls 53 Juifs ont survécu. Il existe donc très peu de témoignages sur ce camp.

## Biographie
Très jeune, Toivi commence à tenir son journal intime. Il voit bien parfois des slogans antisémites dans les rues du shtetl mais, personne ne les prend au sérieux, la cohabitation avec les catholiques  se déroulant sans problème.

### Les années de ghetto
En septembre 1939, son père refuse de quitter Izbica pour se réfugier dans la partie polonaise occupée par l'Armée rouge. Il ne pense pas que les Allemands représentent un danger. Avant même que les Allemands occupent la bourgade, Toivi voit l'antisémitisme des Polonais se déchainer. Sa tante Miriam dirige alors une délégation pour demander aux Allemands de venir dans le village et rétablir l'ordre. Les premiers temps de l'occupation allemande se passent de manière pacifique jusqu'à ce qu'un policier militaire allemand tue sans raison un Juif dans la rue. Cet événement marque le début des persécutions pour les habitants d'Izbica : couvre-feu pour les juifs de 17 h à 7 h, port de l'étoile jaune, interdiction de quitter le bourg sans autorisation préalable, interdiction de prendre le train, de posséder une entreprise ou une boutique, interdiction de scolariser les enfants juifs.
Le 11 décembre 1939, plus de mille Juifs de la région de Poznań sont déportés par les Allemands dans la petite ville. Les juifs d'Izbica sont contraints de les loger. Le père de Toivi fait embaucher son fils chez un chrétien d'origine allemande pour le protéger des rafles.
Le 22 juin 1941, l'Allemagne attaque l'URSS. Très rapidement, les habitants de la bourgade polonaise voient défiler les très nombreux prisonniers de guerre soviétiques. À la fin du mois de décembre 1941, un des « colocataires » des Blatt reçoit une lettre de son fils resté à Kolo qui l'informe que des Juifs de la ville ont été gazés à Chełmno. Les occupants de la maison refusent de croire une telle nouvelle qui leur semble trop monstrueuse pour être possible. Mais l'arrivée de deux SS de la Gestapo les fait changer d'avis.  Les Juifs inactifs ou dans l'incapacité de travailler sont déportés les premiers grâce à des auxiliaires ukrainiens placés sous les ordres de la Gestapo.  Le premier convoi part de la petite gare de la ville le 24 mars 1942. Toivi apprend par un ami qu'ils sont assassinés à Belzec dans le cadre de l'aktion Reinhard. Mais, régulièrement, Izbica est repeuplé de nouveaux juifs venus de toute l'Europe.
En septembre 1942, les petits ghettos autour de Krasnystaw et Zamocz sont transférés à Izbica. Fin octobre, une nouvelle « aktion » est organisée. Les SS et leurs auxiliaires ukrainiens tuent de nombreux juifs dans les rues. Une grande partie de la population juive de la cité est déportée. Toivi continue à écrire. Il donne régulièrement  les nouvelles pages de son journal à des amis chrétiens, espérant qu'ainsi le témoignage des exactions des nazis envers les Juifs polonais sera préservé de la destruction. En novembre 1942, une nouvelle « aktion » se termine par l'assassinat d'environ 200 Juifs dans les rues d'Izbica.
Toivi est emprisonné à Stryj dans des conditions d'hygiène déplorable. Lorsqu'une épidémie de typhus éclate dans la prison, Toivi feint la maladie pour être transféré avec les malades dans l'hôpital du ghetto juif de la ville. Il parvient à s'enfuir et à retourner chez lui.

### Sobibor
Le 28 avril 1943, la famille Blatt est une des dernières familles juives d'Izbica à avoir été raflée.  Elle est déportée au camp de Sobibor. Toivi a alors 15 ans. À l'arrivée, les SS demandent aux déportés de former deux rangs, un pour les femmes et les enfants, un autre pour les hommes. Toivi se joint au rang des hommes pensant que c'est le plus sûr pour lui. Ses parents et son petit frère sont directement « sélectionnés » pour la chambre à gaz. Il est le seul de sa famille à rester en vie, choisi par le sergent SS  Karl Frenzel pour devenir son valet personnel. Puis il se porte volontaire pour travailler dans le Kommando de la forêt.
À cette époque, Sobibor reçoit 19 convois déportant 35 000 Juifs venu des Pays-Bas (entre mars et juillet 1943). Toivi apprend rapidement à connaître l'organisation de ce camp d'extermination  vouée uniquement au gazage des Juifs. En tout, environ 1 200 juifs sont employés à ces sinistres besognes sous la surveillance des SS et surtout des auxiliaires ukrainiens. 
Toivi participe à la révolte de Sobibor le 14 octobre 1943. Cette révolte, préparée par Léon Feldhendler et Alexander Petcherski, surprend les SS. Les révoltés munis de hachettes (un des Kommandos de Sobibor est affecté à la coupe de bois dans la forêt environnante, bois devant servir à la crémation de cadavres), tuent 11 SS et 9 gardiens ukrainiens. 400 juifs s'enfuient alors dans les bois. 250 sont assassinés dans leur fuite. Sur les 150 juifs qui parviennent à échapper aux SS, seuls 53 sont encore en vie à la fin de la guerre, dont Toivi Blatt. Après s'être terré dans la forêt et caché par un paysan polonais qui le livre lui et son ami aux nazis, il ne survit que par miracle. Il rejoint la résistance polonaise jusqu'à la libération totale de la Pologne. Il continue à tenir son journal, mais les feuillets sont souvent perdus. À la fin de la guerre, il estime qu'il n'a en sa possession que 40 % de tout ce qu'il a écrit.

### Après la guerre

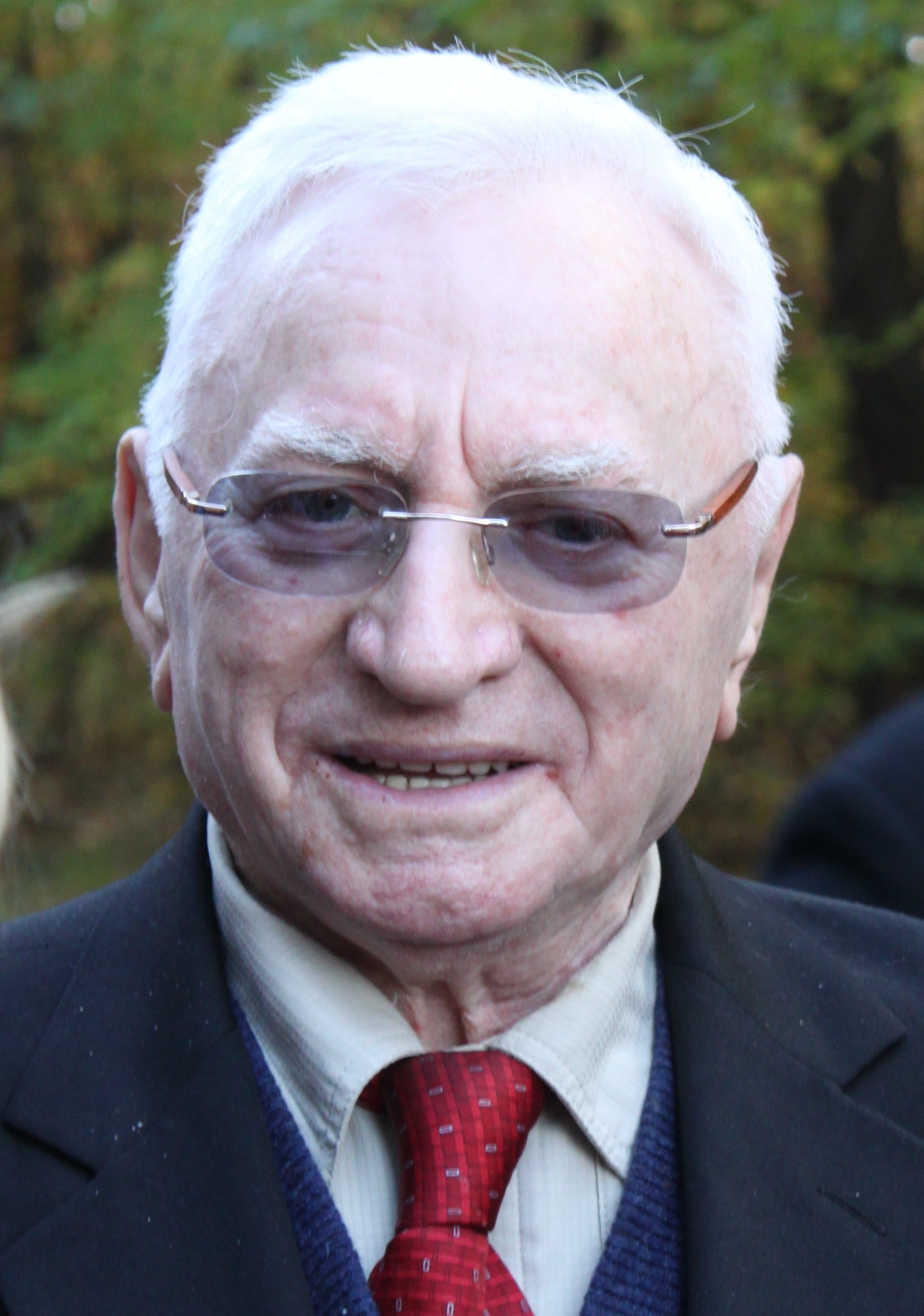
Thomas Blatt en 2013.

En 1952, alors qu'il réside encore en Pologne, il utilise son journal pour écrire un livre sur ce qu'il a vécu pendant l'occupation allemande. Il propose le manuscrit aux éditions du parti communiste polonais. Mais celles-ci veulent le modifier afin de magnifier la résistance communiste. Ne voulant pas que les faits soient déformés, il refuse que son témoignage soit publié. En 1958, alors qu'il vient d'émigrer en Israël, Thomas Blatt envoie son texte à un survivant connu du camp d'Auschwitz. Celui-ci lui répond: «  vous avez beaucoup d'imagination. Je n'ai jamais entendu parler d'un camp d'extermination à Sobibor et encore moins d'une révolte ». Le fait est qu'à cette époque Sobibor est très mal connu. Le camp a été entièrement détruit par les SS après la révolte d'octobre 1943. Il y a peu de documentation écrite sur le sujet et très peu de survivants de ce camp. Cette réponse chagrine profondément Thomas Blatt. Si un survivant d'Auschwitz, ne le croit pas, qui le croira ?  Son manuscrit est donc rangé dans un coin sans être publié. Thomas Blatt choisit ensuite de quitter Israël pour s'installer aux États-Unis.
C'est la projection du feuilleton Holocaust en 1978, qui est à l'origine de l'intérêt du public américain pour le génocide juif et  le camp de Sobibor. Des extraits de son journal sont publiés dans la presse. Le livre Escape from Sobidor de Richard Rashke utilise aussi certains éléments de son journal. Thomas Blatt participe à Hagen, en 1983, au procès de Karl Frenzel, le dernier commandant nazi de Sobibor. Il est aussi  conseiller du réalisateur Jack Gold pour son film de 1987 Les Rescapés de Sobibor.
Mais le manuscrit qu'il a écrit en 1952 reste toujours dans ses tiroirs. Il pense que son histoire, celle d'un adolescent juif dont le seul but était de survivre, n'intéressera personne. En 1995, il publie un ouvrage en partie autobiographique sur la révolte de Sobibor. Sa description minutieuse du camp est saisissante. Il se décide, en 1997, à publier le manuscrit de 1952 sous le titre de From the Ashes of Sobibor: A Story of Survival (Jewish Lives). Depuis la fin 2009, il est un des deux seuls témoins survivants au procès de John Demjanjuk, l’Ukrainien émigré aux États-Unis et extradé en Allemagne après avoir été accusé d’avoir été gardien de Sobibor. Le procès a relancé l’intérêt pour l’histoire du camp, ce qui a permis la traduction de son premier livre en français parmi d’autres récits.

## Œuvres
- Sobibor, the forgotten revolt, H.E.P., 1995, traduit en français dans le livre, Les révoltés  de  la Shoah, témoignages et récits, éditions omnibus, 2011, préface de Marek Halter
- (en) From the Ashes of Sobibor: A Story of Survival (Jewish Lives), Northwestern University    Press, 1997